# 君だけのStory
『君だけのStory』（きみだけのストーリー）は、mihimaru GTの29枚目 のシングル。2013年2月20日にユニバーサルミュージックJから発売された。

## 解説
- 前作『バンザイ賛唱!!!』から約4か月を経ての発売となる2013年第1弾シングルで、3月20日発売のベストアルバム『10th Anniversary BEST 2003-2013』の先行シングルという形になっている。前作同様、メジャーデビュー10周年記念作品となっており、それに関する企画「10thスペシャル企画スタンプラリー」と連動している。
- 本作も3曲収録となっており、前作同様、3曲目はカバー曲が収録されている。着うたでは1曲目と同時期に配信開始になった。タイトル曲は映画の主題歌のタイアップが付いており、映画のタイアップは27枚目のシングル曲『One Time』以来1年2か月ぶりのこと。
- オリコン週間ランキングでは前作の順位を大幅に下回り、それまで最低の売上だった1枚目のシングル『約束』を下回った。
- mihimaru GTは同年12月31日をもって活動を休止しており、本作が事実上のラストシングルとなっている。

## 収録曲
1. 君だけのStory
  - 作詞：Hidefusa Iwata、hiroko、mitsuyuki miyake / 作曲：Hidefusa Iwata、mitsuyuki miyake / 編曲：Takashi Morita

映画『空の境界』主題歌
フジテレビ系『奇跡体験!アンビリバボー』1月～3月エンディングテーマ
2. ウィガリスター
  - 作詞：mitsuyuki miyake、H.U.B / 作曲：mitsuyuki miyake、Junzo Ishida / 編曲：Junzo Ishida

AOKI フレッシャーズ CMソング
3. 家族になろうよ
  - 作詞・作曲：FUKUYAMA MASAHARU / 編曲：Akimitsu Homma

福山雅治の「家族になろうよ」のカバー。
4. 君だけのStory (Instrumental)
5. ウィガリスター (Instrumental)

## 楽曲の収録アルバム
君だけのStory
- 10th Anniversary BEST 2003-2013
- THE SINGLE of mihimaru GT

ウィガリスター
- mihimania IV〜コレクション アルバム〜
- mihimania collection

家族になろうよ
- mihimania IV〜コレクション アルバム〜
- mihimania collection